# Goniatites
Goniatites is een geslacht van uitgestorven cephalopode mollusken, dat leefde tijdens het Vroeg-Carboon.

## Beschrijving
Deze ammonietachtige had een sterk involute schelp met een kleine nauwe navel en een sculptuur van fijne, dicht opeenstaande groeilijnen. De zigzaggende sutuurlijnen bevatten zowel spitse als ronde bochten.
De schaal is in het algemeen bolvormig met een open maar smalle umbilicus, waarbij het oppervlak gewoonlijk reticulair is als gevolg van longitudinale lirae die dwarsstroken kruist. De ventrale lob van de hechtdraad is vrij smal met een middenzadel ongeveer of iets minder dan de helft van de hoogte van de gehele lob. Het eerste laterale zadel is rechthoekig tot hoekig. De diameter van de schelp bedroeg ongeveer zes centimeter.

## Verspreiding
Fossielen van soorten binnen dit geslacht zijn wijdverspreid gevonden in Noord-Amerika, Eurazië en Noord-Afrika. In het bijzonder zijn ze gevonden in het Trias van Italië, de Verenigde Staten, in het Perm van de Verenigde Staten, in het Carboon van Tsjechië, Duitsland, Ierland, Marokko, het Verenigd Koninkrijk, de Verenigde Staten, in het Mississippien van de Verenigde Staten, maar ook in het Devoon van Tsjechië, Spanje en de Verenigde Staten.

## Soorten
- Goniatites aequilobatus Klipstein 1843
- Goniatites americanus Gordon 1971
- Goniatites beaumontii Klipstein 1843
- Goniatites bidorsatus Klipstein 1843
- Goniatites blumii Klipstein 1843
- Goniatites bohemicus Barrande 1865
- Goniatites bronnii Klipstein 1843
- Goniatites buchii Klipstein 1843
- Goniatites choctawensis Shumard 1863
- Goniatites crenistria Phillips 1836
- Goniatites deceptus Korn & Titus 2011
- Goniatites dufrenoii Klipstein 1843

- Goniatites eganensis Korn & Titus 2011
- Goniatites friesei Münster 1841
- Goniatites furcatus Münster 1841
- Goniatites glaucus Münster 1841
- Goniatites granosus Portlock 1843
- Goniatites greencastlensis Miller en Gurley 1896
- Goniatites infrafurcatus Klipstein 1843
- Goniatites iris Klipstein 1843
- Goniatites kentuckiensis Miller 1889
- Goniatites lineatus Miller & Gurley 1896
- Goniatites nitidus Phillips 1836

- Goniatites pisum Münster 1841
- Goniatites radiatus Klipstein 1843
- Goniatites rosthornii Klipstein 1843
- Goniatites sowerbyi Korn & Titus 2011
- Goniatites sphaericus Martin 1809
- Goniatites spurius Münster 1841
- Goniatites striatus Sowerby 1814
- Goniatites subcircularis Miller 1889
- Goniatites suprafurcatus Klipstein 1843
- Goniatites tenuissimus Klipstein 1843
- Goniatites wissmanni Münster 1841